# Rodná hrouda
Rodná hrouda (v anglickém originále Home Soil) je jedna z epizod první sezóny seriálu Star Trek: Nová generace, která byla v České republice při své premiéře odvysílána jako sedmnáctá v pořadí, zatímco ve Spojených státech jako osmnáctá.

## Příběh
Posádka lodi USS Enterprise D má zkontrolovat pokroky v procesu terraformace na Velaře III. Skupina čtyř specialistů postupně mění pustou planetu na obyvatelnou. Z můstku se spojí s vedoucím týmu, doktorem Mandelem. Mandel je podivně nervózní, když mu kapitán Jean-Luc Picard sdělí úmysl poslat dolů výsadek. Poradkyně Troi z něj cítí, že před nimi cosi tají. Riker, Tasha, Dat a Geordi se transportují na povrch. Na stanici se seznámí s ostatními vědci, doktorka Kimová je pak provází a vysvětluje terraformační proces. Oproti doktoru Mandelovi je doktorka velmi vstřícná a nadšená dosaženými pokroky. Podle ní byla planeta zvolena jako ideální místo k procesu. Federaci není známo, že by zde existoval život.
Doktor Mandel se k nim připojí a omlouvá se za své chování, poslední dobou je pod velkým stresem z výzkumu. Pak pošle kolegu doktora Malencona do hydraulické komory, aby pokračoval v práci. Náhle se ohlásí Troi, která vycítila z Malencona velký strach. Všichni pak zaslechnou jeho volání o pomoc. Přicházejí pozdě, těžce raněný Malencon byl zasažen laserovým vrtákem. Geordi s Datem zkoumají, co se stalo. Když Dat prohlíží komoru, je vrtákem také napaden. Podaří se mu však zařízení zničit. Picard nařídí vyšetřit podivné události, hovoří o tom s doktorem Mandelem. V jedné z vyvrtaných jam objeví Geordi pulzující částečku z organického křemíku. Podle Data se může jednat o formu života. Částice je přepravena na palubu, kde ji zkoumá doktorka Crusherová.
Ta si je po chvíli jistá, že se jedná o inteligentní formu života. Částice začne bzučet, když se k ní přiblíží nějaký člověk. Doktor Mandel tvrdí, že o formě života nevěděl, jeho úkolem je život tvořit a ne hubit. Podle směrnic Federace musí být projekt terraformace nyní zastaven, když byl na planetě nalezen nový život. Částice se mezitím rozdvojila, takže o životní formě není pochyb. Je umístěna v lodní lékařské laboratoři. Kapitán rozhodne umístit kolem ní silové pole, aby od ní nehrozilo nebezpečí.
Po dalším rozhovoru s vědci vychází najevo, že Mandel a ostatní již částice během výzkumu viděli. Nepředpokládali však, že se jedná o inteligentní bytosti. Částice se chovají vůči lidem nepřátelsky. Pomocí lodního překladače se s nimi podaří navázat komunikaci. Posádka se pokusí transportovat je z lodi, ale neúspěšně. Bytosti pohltí všechnu energii transportu. Pokus zbavit lékařskou laboratoř vzduchu také nevede k úspěchu.
Dat zjistí, že bytosti potřebují k životu světlo. Dole na planetě pochopily úmysl jednoho z vědců ublížit jim, a tak manipulovaly s vrtákem. Když posádka nechá vypnout v lékařské laboratoři světlo, bytosti je prosí aby zdroj světla obnovili. Picard jim vysvětlí, že nikdo z nich netušil o jejich existenci. Pokud je vědci ohrožovali, bylo to nevědomky. Bytosti souhlasí s ukončením nepřátelství. Sdělí ale Picardovi, že vědcům stále nedůvěřují. Poté se dobrovolně nechají transportovat zpátky na planetu. Kapitán vyhlásí na celé planetě časově neomezenou karanténu a Enterprise opouští orbitu s vědci na palubě. Dat vyjádří lítost, že se o zvláštní formě života nedozvěděli více. Kapitán mu odpoví, že k tomu nastane čas, až budou lépe připraveni.